# نوپادون پاتاما
نوپادون پاتاما (انگلیسی: Noppadon Pattama؛ زادهٔ ۲۳ آوریل ۱۹۶۱) سیاست‌مدار اهل تایلند است.
وی همچنین برندهٔ جوایزی همچون برنامه فولبرایت شده‌است.